# مزرعة تشاه دزدان (كوهستان)
مزرعة تشاه دزدان (بالإنجليزية: Mazraeh-ye Chah Dozdan)‏ هي منطقة سكنية تقع في إيران في فارس. يقدر عدد سكانها بـ 32 نسمة .